# Calculateur mécanique
 (juillet 2020).
Si vous disposez d'ouvrages ou d'articles de référence ou si vous connaissez des sites web de qualité traitant du thème abordé ici, merci de compléter l'article en donnant les références utiles à sa vérifiabilité et en les liant à la section « Notes et références ».

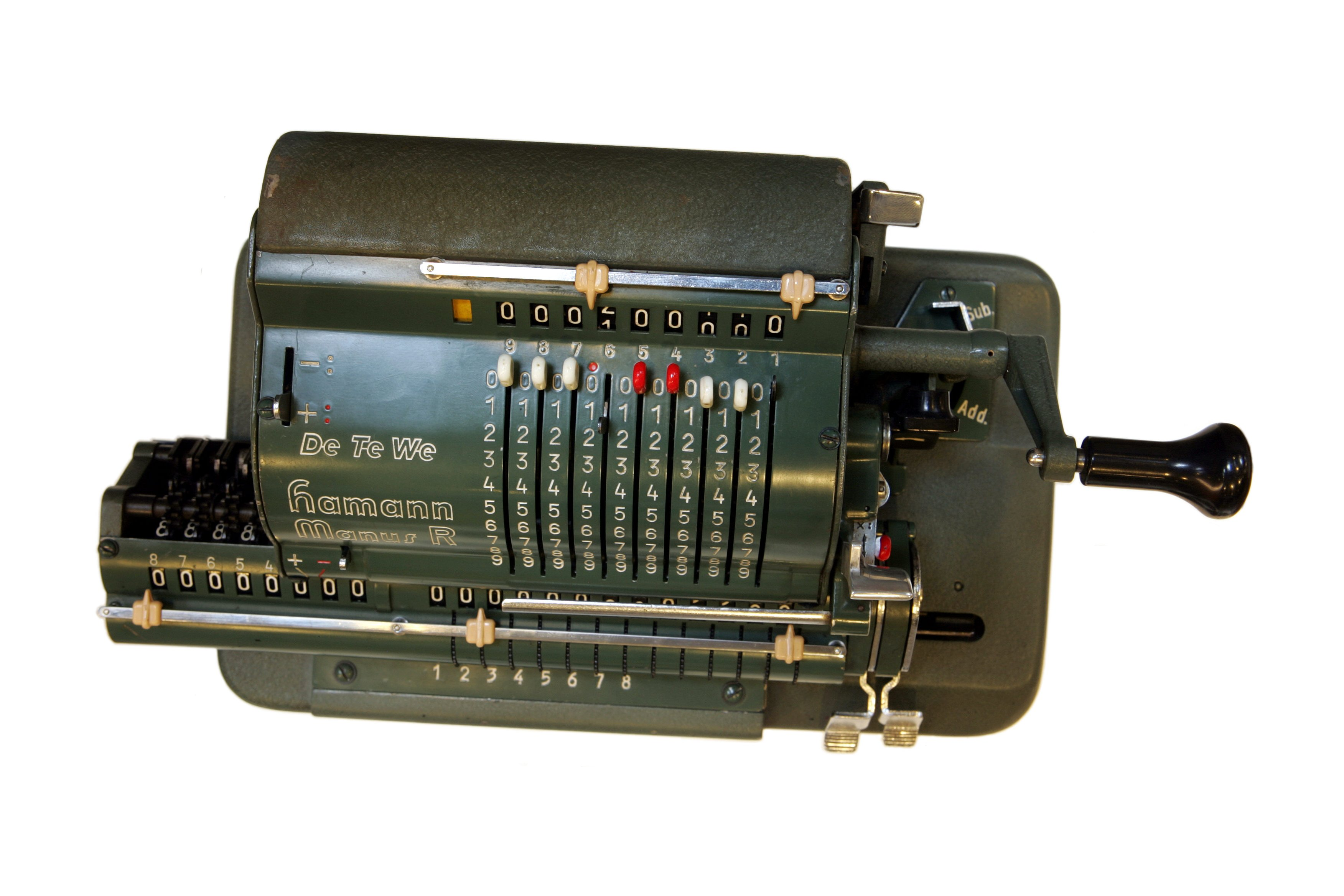
Hamann Manus R.

Un calculateur mécanique est construit à partir de composants mécaniques tels que des leviers et des engrenages, plutôt que des composants électroniques. Les exemples les plus courants sont les calculatrices mécaniques qui utilisent la rotation des engrenages pour augmenter les affichages de sortie. Des exemples plus complexes pourraient effectuer la multiplication et la division et même une analyse différentielle. Un modèle vendu dans les années 1960 pouvait calculer les racines carrées. 
Les calculateurs mécaniques peuvent être :
- analogiques, utilisant des mécanismes continus, des nomogrammes gravés sur plaques courbes, des leviers, des biellettes, des glissières pour les computations donnant un résultat sur une échelle continue ;
- numériques, utilisant des engrenages avec un nombre fini de positions, des bandes ou cartes perforées, etc.

Les calculateurs mécaniques analogiques ont atteint leur apogée pendant la Seconde Guerre mondiale, lorsqu'ils ont formé la base de viseurs de bombardement comme le Viseur Norden, ainsi que les appareils similaires pour les calculs de navires comme le US Torpedo Data Computer (en) pour les torpilles ou le British Admiralty Fire Control Table (en) pour les canons. Les instruments de vol mécaniques pour les premiers engins spatiaux fournissaient leur sortie calculée non pas sous la forme de chiffres, mais grâce aux déplacements des surfaces indicatrices. Depuis le premier vol spatial habité de Yuri Gagarin jusqu'en 2002, chaque vaisseau spatial habité soviétique puis russe (Vostok, Voskhod et Soyouz) était équipé d'un instrument ''Globus'' (en) montrant le mouvement apparent de la Terre sous l'engin spatial par le déplacement d'un globe terrestre miniature, plus la latitude et indicateurs de longitude. 
Les calculatrices mécaniques numériques ont été extrêmement répandues au XXe siècle sous l'espèce des caisses enregistreuses, capables d'effectuer au moins des additions partielles et des totaux et la plupart du temps des multiplications. Des machines du même genre assistaient les calculs comptables, tandis que les ingénieurs pouvaient utiliser des machines portatives. Les calculatrices électromécanique à relais puis électroniques apparues au cours des années 1950 ont remplacé les calculatrices mécaniques numériques en quelques années. L'introduction de calculatrices numériques électroniques portables peu coûteuses, plus rapides, capables d'évaluer les fonctions scientifiques a mis un terme à cette évolution.
L'utilisation des machines de calcul mécaniques a diminué dans les années 1970 et est devenue rare dans les années 1980. 
En 2016, la NASA a annoncé que son programme Automaton Rover for Extreme Environments utiliserait un automate mécanique pour fonctionner dans les conditions environnementales difficiles de Vénus.

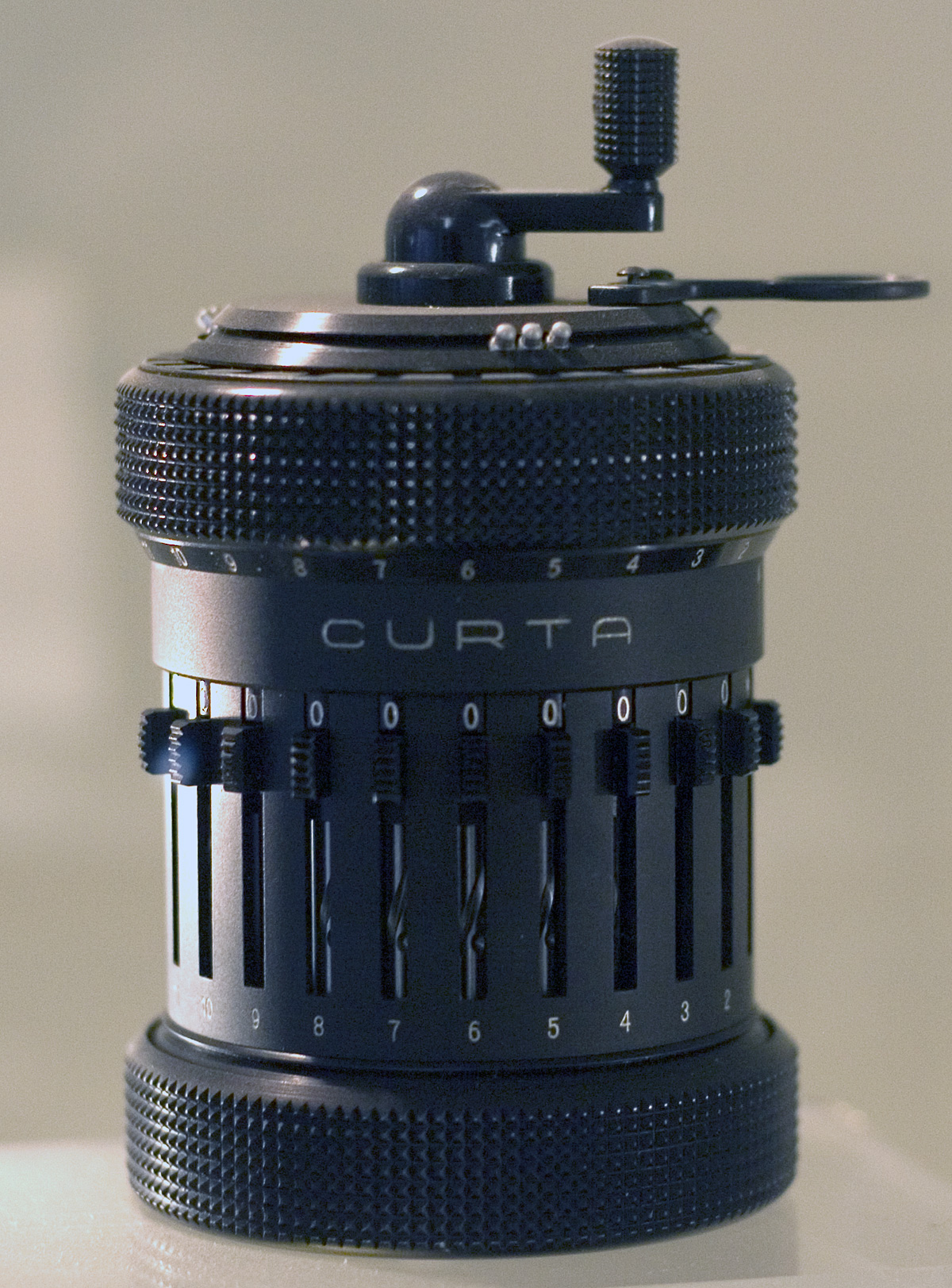
Curta Calculator.

## Voir également
- Zuse 1, ordinateur à processeur mécanique de 1938
- Calculatrice mécanique
- Calculateur analogique
- Histoire du matériel informatique
- Turing-complet